# 固城街道
固城街道，原名固城镇，属江苏省南京市高淳区，位于高淳区城东8公里处，距南京中华门近90公里。陆路东接宁杭公路，西连宁高高速公路，水路通苏、锡、常地区。总人口约4万人。总面积83.38平万公里。2019年1月16日撤镇设街道。
固城建城历史悠久，春秋时期，周景王五年（前541年）吴筑固城为濑渚邑，今人俗称“子罗城”，东汉时为溧阳县治固城镇。境内文物古迹有春秋时期的楚王城址、唐代创建的禅林寺、元代的赵家塞遗址、刘家垄戏楼、宋代的玉泉寺等。“固城烟雨”，“花山樵唱”等名景为历代文人雅士所颂咏。